# Мари-Габриел Орлеан-Браганс
Мари-Габриел Орлеан-Браганс (порт. Maria Gabriela de Orléans e Bragança, рођена 8. јуна 1989. у Рио де Жанеиру) члан је бразилске царске породице. Она има титулу принцезе од Бразила и принцезе од Орлеана.

## Детињство
Њено пуно име је Марија Габријела Хозефа Фернанда Јоланда Микаела Рафаела Гонзага од Орлеанса и Браганса. Она је рођена 8. јуна 1989. у Рио де Жанеиру, Бразил. Њен отац, принц Антоније, био је син Педра Хенрика који је био син Луја Орлеанског од Браганса, другог сина бразилске принцезе Изабеле.
Одрасла је у Петрополису, са својом браћом, покојним принцом Педром Луизом, принцезом Амелијом и принцом Рафаелом од Орлеана и Браганса. Њени кумови су били њен стриц, принц Фернандо од Орлеана и Браганса, и тетка по мајци, принцеза Јоланда де Лигне.